# Prowincja Zachodnia (Kenia)
Prowincja Zachodnia – (ang. Western Province, suah. Mkoa wa Magharibi), jedna z 7 prowincji w Kenii. Położona w zachodniej części kraju, od wschodu graniczy z prowincją Wielkiego Rowu, a od południa z prowincją Nyanza.

## Podział administracyjny
Prowincja Zachodnia jest podzielona na 8 dystryktów.
| Dystrykt    | Stolica    |
| ----------- | ---------- |
| Bungoma     | Bungoma    |
| Busia       | Busia      |
| Butere      | Butere     |
| Kakamega    | Kakamega   |
| Lugari      | Lugari     |
| Monte Elgon | Kapsokwony |
| Teso        | Malaba     |
| Vihiga      | Vihiga     |